# Церковь Святого Петра (Портовенере)
Церковь Святого Петра (итал. Chiesa di San Pietro) — римско-католическая готическая церковь в Портовенере (Лигурия) на севере Италии.
Существующая церковь Святого Петра была освящена в 1198 году, она была  построена на месте ранее существовавшего языческого храма или  на месте античного святилища, посвященного богине Венере, по имени которой предположительно и получил своё имя весь город. Город Портевенере был построен в середине I века до н.э. и представлял из себя рыбацкую деревушку, но там уже находился языческий храм. Постоянные завоевания лангобардов в 643 году и позже, сарацинов, вынудили жителей построить замок для защиты. Свой характерный полосатый облик часть храма имела с XIII века, когда стала известна в период с 1256-го по 1277-й годы вероятно по проекту генуэзских архитекторов. Один из ярких образцов ранней итальянской готики с традиционным для генуэзских церквей сочетанием при строительстве светлых и темных материалов.
В 1494 году церковь пострадала от сильного пожара. Во время наполеоновских войн на руинах церкви была построена артиллерийская батарея.
Реставрация церкви проводилась в период с 1929 по 1934 годы. Тогда же была построена высокая колокольня. 
C 1997 года включена в список объектов Всемирного наследия ЮНЕСКО, как часть архитектурно-природного комплекса Портовенере, Чинкве-Терре и близлежащих островов.